# Torneo de Atlanta 2012
El BB&T Atlanta Open 2012 es un torneo de tenis. Pertenece al ATP Tour 2012 en la categoría ATP World Tour 250. El torneo tendrá lugar en la ciudad de Atlanta, Estados Unidos, desde el 16 de julio hasta el 22 de julio de 2012 sobre canchas duras. El torneo también inaugura el US Open Series masculino.

## Cabezas de serie

### Masculino
| Preclasificado | Tenista             | Ranking |
| 1              | John Isner          | 11      |
| 2              | Mardy Fish          | 13      |
| 3              | Kei Nishikori       | 18      |
| 4              | Andy Roddick        | 27      |
| 5              | Kevin Anderson      | 33      |
| 6              | Ryan Harrison       | 48      |
| 7              | Alex Bogomolov, Jr. | 50      |
| 8              | Go Soeda            | 54      |

- Los cabezas de serie, están basados en el ranking ATP del 9 de julio de 2012.

## Campeones

### Individual Masculino
Andy Roddick vence a  Gilles Müller por 1-6, 7-6(2), 6-2.

### Dobles Masculino
Matthew Ebden /  Ryan Harrison vencen a  Xavier Malisse /  Michael Russell por 6-3, 3-6, 10-6.